# Monkton Combe
Monkton Combe – wieś w Anglii, w hrabstwie ceremonialnym Somerset, w dystrykcie (unitary authority) Bath and North East Somerset. Leży 21 km na południowy wschód od miasta Bristol i 154 km na zachód od Londynu. Miejscowość liczy 556 mieszkańców.